# Cabrita (Jaén)
Cabrita es una localidad y pedanía española perteneciente al municipio de Huelma, en la provincia de Jaén, comunidad autónoma de Andalucía. Está situada en la parte central de la comarca de Sierra Mágina. Cerca de esta localidad se encuentran las poblaciones de Huelma y de Bélmez de la Moraleda.
Se trata de un núcleo de diseminados situados en vegas y zonas elevadas, rodeados de extensiones de olivos y almendros. Cabrita queda delimitada al norte por el río Gargantón y Bélmez de la Moraleda, al sur por el río Guadalijar (o Gualijar), al este por el río Jandulilla y Solera y al oeste por la sierra de Cabrita, perteneciente al parque natural Sierra Mágina, uno de los conjuntos montañosos que componen la cordillera Subbética. Dentro de Cabrita se utilizan varios nombres para designar las diferentes zonas de la pedanía como Polera (zonas más próximas al río Gargantón), La Vega o Capellanía.

## Geografía
La historia de Cabrita queda ligada a su situación en la vega del río Jandulilla. Este río constituye un corredor natural de norte a sur entre el valle del Alto Valle del Guadalquivir y la Vega de Granada y Hoya de Guadix que son las zonas donde históricamente se producen las mayores y más antiguas concentraciones de población. Cabrita se encuentra por tanto en una zona que queda al margen de éstas pero no exenta de importancia. Se trata un corredor de paso y de una zona de pastos de tierras elevadas importante para la ganadería de los valles en los meses de estío.

### Geología y espeleología
El sustrato geológico lo forman materiales calizos del jurásico y el cretácico originando suelos muy pobres, litosuelos calizos, suelos calcimagnésicos o tierras rossa. La fragilidad de la roca caliza a la acción del agua y hielo ha permitido la formación de valles y pequeñas depresiones y vegas que caracterizan junto con los escarpados picos calcáreos, el paisaje de la zona de sierra Mágina. Uno de esos valles el del río Jandulilla que separa Sierra Mágina de las sierras de Cabra y Larva.
En cuanto a la espeleología, existe bastante afición en la zona. Destaca la sima de Hoyo Hundido, considerada una de las grandes cavidades de Andalucía, descubierto por el Grupo Espeleológico Accatuci en 1985 con 186 metros de profundidad y 344 metro de desarrollo. También merece destacarse la sima de Majailla del Barco y la Cueva del Gato.

### Recursos hídricos
Hay varias fuentes en el entorno de Cabrita, como la fuente del Milagro, de Cabrita, de Guadalijar, de la Canaleja, la Tosquilla, la Saladilla y la fuente del Borrego.

### Clima, fauna y flora
La pluviosidad media es de 500 mm, con importantes variaciones entre invierno y verano y una temperatura media de entre 12 y 14C. En cuanto a la fauna, en las paredes rocosas de las inmediaciones del arroyo de Gargantón se pueden observar ejemplares de vencejo real, collalba negra, clova piquirroja, cernícalo, y la amenazada águila perdicera. Respecto a la flora se combinan las extensiones de cultivos de olivar y almendros de regadío y secano con monte bajo, pinares y encinares. En la sierra de Cabrita los primitivos bosques de encinas y quejigos se deforestaron para la obtención de carbón y en la segunda mitad del siglo XX hubo una repoblación con pino carrasco en las zonas bajas de la sierra y en las zonas de más altura con pino salgareño o laricio. Estos solamente se talan para mejorar el sistema ecológico y abrir cortafuegos. En el área del río Gargantón destaca el espino majoleto.

## Historia
Existen restos neolíticos en la cueva calcárea de Guadalijar de la población que buscaba el abrigo de los refugios naturales. Era una sociedad de cazadores, conocedores del arco y del propulsor y que trabajaban la piedra para obtener útiles diversos.
En la comarca de sierra Mágina hay importantes tesoros artísticos del mundo íbero. En concreto, en el Cortijo del Pajarillo se ha producido el hallazgo de un conjunto escultórico excepcional: dos leones y grifos fragmentarios, la cabeza de un lobo en actitud amenazante, la escultura de un varón niño o adolescente y la de un varón con túnica corta y una mano que recoge en el brazo izquierdo para protegerse, mientras que con la derecha va a usar una falcata. El yacimiento del Cortijo del Pajarillo está considerado Bien de Interés Cultural desde 2006.
El historiador Tomás Quesada desarrolló un importante trabajo para dar a conocer la historia de los pueblos del río Jandulilla que permite obtener datos sobre Cabrita. Pese a estar en una zona al margen de los núcleos de población de la época romana la presencia de esta civilización se revela a través de la toponimia. El topónimo Jandulilla es de origen romano. Además, Solera y Polera derivan de dos adjetivos latinos que son solarius y polarius, sur y norte respectivamente, porque son como quedan el uno del otro. El Cortijo del Pajarillo, ya comentado, continúa habitado en esta época. Se trataba probablemente de un asentamiento para aprovechamiento agrícola del tipo villae bajoimperial.
De la época altomedieval, concretamente a partir del siglo IX (época de al-Ándalus), en las inmediaciones del Cortijo del Pajarillo y Cortijo de Castellanía se han encontrado piezas de cerámica califal del {{siglo|X}|s|} De todos los yacimientos con cerámica califal o posterior no se ha encontrado evidencia arqueológica alguna de fortificación. De acuerdo con el relatos de Ibn Hayyan, la influencia islámica en esta zona de montaña había sido hasta entonces escasa incluso en el plano religioso perdurando aún población mozárabe. Una vez se organizan las alquerías en función de los intereses de la sociedad islámica, la estructuración del espacio se debe a una herencia preislámica existente.
Entre los siglos X a XII, al desaparecer el califato, aparecen fortificaciones para regular la vida agrícola y comercial así como las vías de comunicación, en este caso sería la cercana fortificación de Ruicerezo en Huelma. En aquella época Cabrita era un logar, qura o alquería que podemos definir como comunidades rurales libres y propietarias de la mayor parte de las tierras y con sus propios mecanismos de organización. Los restos arqueológicos de esta época como aljibes y restos muy deteriorados de algún muro son los del Cortijo de la Castellanía. Las poblaciones del valle de Jandulilla funcionaban de manera autónoma con respecto al valle del Guadalquivir. En el siglo XIII se produce la conquista del valle por el señor castellano Sancho Martínez desde Jódar. En 1255 se hace con el poblado no fortificado de Polera y de otras poblaciones a lo largo del río Jandulilla. El sistema de conquista que siguen los señores castellanos nos revela la ausencia de pertenencia u obediencia de estos territorios serranos a nadie ajeno a ellos mismos. Sin embargo, sin que los motivos estén claros, ya no se han encontrado restos nazaríes en los yacimientos arqueológicos comentados, por lo que el sistema de poblamiento anterior ha sido abandonado. De los siglos XIV y XV son los castillos de Bélmez, Solera y Huelma así como la Torre del Lucero con un muro semicircular. En 1368 la zona vuelve a pasar a los nazaríes por la guerra civil castellana hasta la conquista definitiva de Huelma en 1438. En el transcurso de un siglo una zona densamente poblada desde la antigüedad queda prácticamente despoblada. La población pasó a organizarse en torno a un recinto fortificado más complejo que un castillo que conserva cierta autonomía con respecto al poder central pero deben obediencia al alcaide del castillo. Los motivos no son bien conocidos pero pueden deberse a la posición de tierra de frontera con los señores feudales para protegerse de la rapiña, robo, quema de cosechas y saqueos que pueblan las crónicas bajomedievales.
En el siglo XVIII los religiosos del monasterio de San Agustín en Huelma declaran en 1752 varias fincas rústicas en Polera, Solera y Cabrita conocidas como Cortijo del Fraile. De esta época se ha conservado el nombre de Cortijo de Capellanía y Capellanía Polera.
En el Diccionario geográfico estadístico de Pascual Madoz de 1847 se cita que "en el sitio denominado Cabrita y Polera hasta Cañada Hermosa hay 69 cortijos, la mayor parte de ellos pobres pues solo cultivan algunas cuerdas de tierra de inferior calidad. En cuanto al siglo XX, se pueden acreditar las actuaciones del movimiento obrero campesino que en Jaén discurrió entre 1873 y 1936. Tras el levantamiento militar fueron colectivizadas varias fincas y cortijos que funcionaron relativamente bien pese al contexto de la Guerra Civil. En primer lugar, la sociedad obrera La Redentora del sindicato socialista UGT incautó en Cabrita la Casería Santa Ana, con olivar y fábrica de aceite, una inca en Cañada Cabrita de olivar y cereal y la Casería Gricejo con olivar, estos últimos abandonados al final de la cosecha de 1938. La fábrica de aceite de la Casería de Santa Ana se movía por una turbina compuesta de un molendero con dos rulos y una prensa hidráulica. Además, a diferencia del resto de Jaén donde su presencia era minoritaria, había en Huelma una colectividad anarquista de la CNT que colectivizó en Cabrita la casería las Delicias con olivar y fábrica de aceite y la casería el Tesorillo con fábrica de aceite.

## Comunicaciones
Se accede por la A-401 y la carretera JV-3234 atraviesa la pedanía de Cabrita.

## Cultura

### Patrimonio

#### Molinos de Guadalijar
En toda la zona de sierra Mágina hay muchos nacimientos que, encauzados en acequias que sirven para regar los campos y en tiempos no tan lejanos alimentaban numerosos molinos de rodezno para moler trigo o aceite aprovechando el fuerte desnivel existente. Los edificios donde se ubican son bastante antiguos en sus estructuras originales y suelen contar con dos plantas. En Cabritas algunos de ellos están en buen estado de conservación. El agua cae con fuerza en unas aspas situadas en posición horizontal que al girar mueve un eje y éste desplaza piedras o muelas.Hay testimonios de estos molinos del Guadalijar desde 1502, en concreto de los llamados entonces los molino del Alcubilla, molino del Cubo y molino Baxo, que propiedad del señor de la villa de Huelma, el Duque de Albunquerque. Desde mediados del siglo XX han caído en desuso y se han ido anejando viviendas. En algunos casos se conserva algún elemento primitivo. Partiendo desde la fuente donde nace Guadalijar encontramos: molino de la sierra (sólo queda el cubo), molino los Álamos o Cazoleta (modificado a vivienda, mantiene la sala de molienda y cárcava), molino reedificado o Reficao o La Manchega (buena conservación), molino Ana Bolena o de los García o de Juan María (se aprecia cárcava y cubo), molino del Vizco (solo queda la entrada de la acequia al cubo), molino Nuevo (sólo queda el cubo y la cárcava) y el molino el Altillo (arruinado).

### Fiestas
Las fiestas en honor a la Sagrada Familia tienen lugar en el mes de junio en la antigua escuela de Cabrita que hoy es albergue rural. Se realizan varios actos, como la misa, la procesión, la ofrenda floral y la verbena.

### Leyendas
Castillo de Polera
A lo largo del río Jandulilla hay varias fortificaciones perdidas de diversa consideración, citadas en crónicas de la zona y con algunos restos arqueológicos. En Cabrita se da el caso del llamado castillo de Polera, del que afloran algunos restos, de incierto origen y probablemente abandonado en el siglo XIII cuya utilidad hay que encontrarla en el refugio de la población dispersa las alquerías de la zona en un contexto de inseguridad rural y no en un recinto fortificado al uso.
Tesoros ocultos
Son varias las leyendas sobre los moros que antes de huir por la expulsión de los castellanos entierran sus objetos más preciados con la idea de recuperarlos después. Estas leyendas son El tesoro de la frente del toro y El oro de Guadalijar. La creencia en estas leyendas, que se repiten por toda Andalucía con estructura similar y algunas variantes, ha propiciado a lo largo de los años el expolio y destrucción de restos arqueológicos en toda el área de sierra Mágina.